# Мунецанбо
Мунецанбо (768—798) — 6-й імператор (цемпо) Тибету з 797 до 798 року. Почав правити після відсторонення від влади свого батька Тисрондецана. Походив з Ярлугської династії.
Мунецамбо був ревним буддистом. Було встановлено культ книг, які складають Трипітаку. Він продовжував політику батька по розповсюдженню буддизму у Тибеті. Намагався провести реформи у дусі загального рівноправ'я, щоб не було поділу на багатих та бідних. Проте не торкалися основного майна тибетців — худоби та зброї. Провести ці реформи імператорові не вистачило часу. Взяв шлюб з дружиною свого батька. Внаслідок конфлікту з цього приводу з матір'ю Мунецанбо було отруєно.

## Родина
1. Дружина — Руйонзамдоджал
2. Дружина — Пойонзаджалмоцун